# Operação Shah Firat

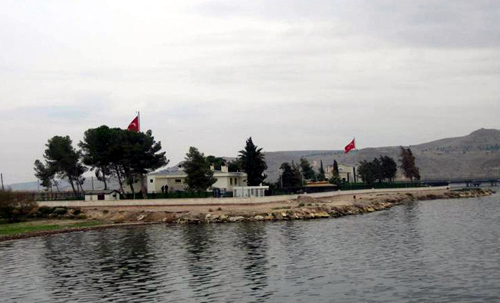
Vista do túmulo de Suleyman Shah

Operação Shah Firat ou  Operação Shah Euphrates (em turco:  Şah Fırat Operasyonu) foi uma operação das forças armadas turcas para realocar a tumba de Salomão Xá na Síria, realizada em 21 e 22 de fevereiro de 2015. A tumba havia sido cercada pelas forças do Estado Islâmico do Iraque e do Levante, por mais de quatro meses, e estava sendo protegida por quarenta soldados.
Na noite de 21 a 22 de fevereiro de 2015, um comboio militar turco com 572 soldados, incluindo tanques e outros veículos blindados, entrou em território sírio para evacuar os quarenta guardas que protegiam a tumba e realocar os restos mortais de Salomão Xá. Um soldado morreu durante a operação. O complexo da tumba foi destruído para impedir seu uso pelo Estado Islâmico.